# Nervio del músculo piriforme
El nervio del músculo piriforme es un nervio del plexo sacro que provee inervación al músculo piriforme.

## Anatomía
El nervio nace en el plexo sacro, de la división posterior del segundo nervio espinal sacro (S2) y eventualmente el primero (S1). Sin abandonar la pelvis, entra directamente en el músculo piriforme, por su superficie anterior.